# Finland op de Olympische Winterspelen 1924

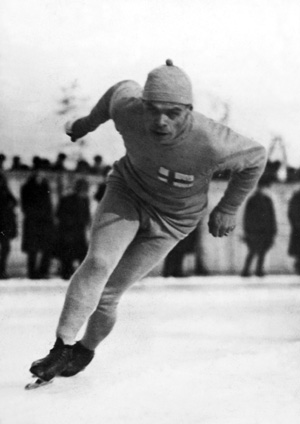
Clas Thunberg tijdens de Winterspelen van 1924

Tijdens de Olympische Winterspelen van 1924 die in Chamonix, Frankrijk werden gehouden nam Finland deel. Finland was een van de zestien landen die aan de eerste Olympische winterspelen deel nam.
Van de 22 ingeschreven deelnemers namen zeventien sporters deel in zes takken van sport. Finland eindigde op de tweede plaats in het medailleklassement met vier gouden, vier zilveren en drie bronzen medailles. Schaatser Clas Thunberg wist in totaal vijf medailles te winnen, waaronder drie gouden.

## Medailleoverzicht
| Sport                | Olympiër                                                         | Discipline  | Medaille |
| -------------------- | ---------------------------------------------------------------- | ----------- | -------- |
| Schaatsen            | Clas Thunberg                                                    | 1500 m      | Goud     |
| Schaatsen            | Clas Thunberg                                                    | 5000 m      | Goud     |
| Schaatsen            | Clas Thunberg                                                    | allround    | Goud     |
| Schaatsen            | Julius Skutnabb                                                  | 10.000 m    | Goud     |
| Kunstrijden          | Ludowika Jakobsson Walter Jakobsson                              | paarrijden  | Zilver   |
| Militaire patrouille | Väinö Bremer August Eskelinen Heikki Hirvonen Martti Lappalainen | mannen team | Zilver   |
| Schaatsen            | Julius Skutnabb                                                  | 5000 m      | Zilver   |
| Schaatsen            | Clas Thunberg                                                    | 10.000 m    | Zilver   |
| Langlaufen           | Tapani Niku                                                      | 18 km       | Brons    |
| Schaatsen            | Clas Thunberg                                                    | 500 m       | Brons    |
| Schaatsen            | Julius Skutnabb                                                  | allround    | Brons    |

## Deelnemers en resultaten

### Kunstrijden
| Olympiër                            | Discipline | Resultaat | Prestatie              |
| ----------------------------------- | ---------- | --------- | ---------------------- |
| Ludovika Jakobsson Walter Jakobsson | paarrijden | Zilver    | pc. 18.5; 10.25 punten |

### Langlaufen
| Olympiër         | Discipline  | Resultaat | Prestatie              |
| ---------------- | ----------- | --------- | ---------------------- |
| Tapani Niku      | 18 km 50 km | · dnf     | 1:16.26 niet gefinisht |
| Matti Raivio     | 18 km 50 km | 7e        | 1:19.10 4:06.50        |
| Anton Collin     | 18 km 50 km | 16e dnf   | 1:33.54 niet gefinisht |
| Matti Ritola     | 18 km       | 11e       | 1:25.13                |
| Erkki Kamarainen | 50 km       | dnf       | niet gefinisht         |

### Militaire patrouille
| Olympiër                                                         | Discipline  | Resultaat | Prestatie |
| ---------------------------------------------------------------- | ----------- | --------- | --------- |
| August Eskelinen Heikki Hirvonen Martti Lappalainen Väinö Bremer | mannen team | Zilver    | 4:10.00   |

De ingeschreven V. Klemola, V. Mittola, P.J. Ronkko en T.E. Ruusuvuori namen niet aan de wedstrijd deel.

### Noordse combinatie
De vier ingeschreven deelnemers in de Noordse combinatie waren alle vier ook ingeschreven bij het schansspringen.
| Olympiër          | Discipline | Resultaat | Prestatie                                                               |
| ----------------- | ---------- | --------- | ----------------------------------------------------------------------- |
| Verner Eklof      | mannen     | 9e        | 12.583 punten 18 km: 10.250 (1:34.11); schans: 14.916 (37,00 + 37,00 m) |
| Sulo Jääskeläinen | mannen     | 16e       | 11.365 punten 18 km: 6.125 (1:42.30); schans: 16.604 (41,50 + 41,00 m)  |

Thure Nieminen en A. Palmros namen niet aan de wedstrijd deel.

### Schaatsen
| Olympiër        | Discipline                            | Resultaat                           | Prestatie                              |
| --------------- | ------------------------------------- | ----------------------------------- | -------------------------------------- |
| Clas Thunberg   | 500 m 1500 m 5000 m 10.000 m allround | Brons · Goud · Goud · Zilver · Goud | 44,8 2.20,8 8.39,0 18.07,8 5.5 punten  |
| Julius Skutnabb | 500 m 1500 m 5000 m 10.000 m allround | 10e · 4e ·                          | 46,4 2.26,6 8.48,4 18.04,8 11.0 punten |
| Asser Vallenius | 500 m 1500 m 5000 m 10.000 m allround | 5e - 10e -                          | 45,0 gevallen 9.12,8 19.03,8           |

### Schansspringen
De vier ingeschreven deelnemers in de schansspringen waren alle vier ook ingeschreven bij de Noordse combinatie.
| Olympiër          | Discipline | Resultaat | Prestatie                      |
| ----------------- | ---------- | --------- | ------------------------------ |
| Sulo Jääskeläinen | mannen     | 11e       | 16.41 punten (42,50 + 42,50 m) |
| Thure Nieminen    | mannen     | 13e       | 16.22 punten (42,50 + 41,00 m) |

Verner Eklof en A. Palmros namen niet aan de wedstrijd deel.
België · Canada · Finland · Frankrijk · Groot-Brittannië · Hongarije · Italië · Joegoslavië · Letland · Noorwegen · Oostenrijk · Polen · Tsjecho-Slowakije · Verenigde Staten · Zweden · Zwitserland